# Fritz Bühler (Unternehmer)
Fritz Bühler (geboren 7. Mai 1909 in Bern; gestorben 23. August 1980 in Zürich) war ein Schweizer Unternehmer und erster Präsident der Schweizerischen Rettungsflugwacht Rega.  

## Leben
Bühlers Jugendfreund war Hans Schädelin, der ältere Bruder des 1918 geborenen Schriftstellers Klaus Schädelin. Bühler brach die Mittelschule ab und machte im elterlichen Betrieb eine Buchdruckerlehre. Er wurde 1929 einer der ersten der in der Schweiz zertifizierten Skilehrer. 1930 nahm er am Arlberg-Kandahar-Rennen teil. 1933 leitete er den ersten Kurs für Skischulleiter und gründete in Saanenmöser eine eigene Skischule. Bühler wurde 1936 in Zürich technischer und kaufmännischer Leiter der Ozalid AG für Lichtpauspapiere und konnte somit standesgemäss heiraten.
Klaus Schädelin und Fritz Bühler beteiligten sich in den 1950er Jahren an einigen Rallyes, Bühler am Steuer eines Plymouth, Schädelin als Kartenleser, so 1951 bei der Genfer «Rallye de Neige». Schädelin veröffentlichte 1955 den Jugendroman Mein Name ist Eugen, in dem ein «Fritzli Bühler» als das Idol des Lausbubenquartetts des Romans beschrieben wird.
Bühler machte zudem einen Pilotenschein und engagierte sich bei der 1952 gegründeten Schweizerischen Rettungsflugwacht Rega. Er wurde 1959 technischer Leiter der Rega und verkaufte 1964 die Ozalid AG. 1966 wurde er zum ersten Präsident der Rega ernannt und 1979 zum Präsidenten der «Stiftung Rega». 
Bühler wurde 1971 für seine Arbeit bei der Rega von der medizinischen Fakultät der Universität Basel zum Ehrendoktor ernannt. 
Die Totenrede für den an Herzversagen gestorbenen Bühler hielt im Zürcher Fraumünster sein Freund Klaus Schädelin. Bühler ist auf dem Kirchhof Witikon beerdigt.